# 南島原市立加津佐中学校
南島原市立加津佐中学校（みなみしまばらしりつ かづさちゅうがっこう）は、長崎県南島原市加津佐町にある公立中学校。略称は「加中」。

## 概要
歴史
1947年（昭和22年）の学制改革（六・三制の実施）により加津佐町に創立された。2012年（平成22年）に創立65周年を迎えた。
学校教育目標
「正しく判断し、進んで行動する生徒」
校章
「中」の文字を図案化したもの。
校歌
校区
南島原市加津佐地区全域。小学校区は南島原市立加津佐小学校・南島原市立野田小学校。

## 沿革
- 1947年（昭和22年）
  - 4月1日 - 学制改革（六・三制の実施）が行われる。
    - 加津佐町加津佐国民学校の初等科が改組され、「加津佐町立加津佐小学校」となる。
    - 加津佐町加津佐国民学校の高等科と青年学校普通科が改組され、新制中学校「加津佐町立加津佐中学校」が発足。
      - 中学校校舎が完成するまでの間、加津佐小学校に併設される。
- 1949年（昭和24年）1月 - 新築校舎の上棟式を挙行。
- 1950年（昭和25年）7月 - 校歌を制定。
- 1959年（昭和34年）4月 - 制服を制定。
- 1963年（昭和38年）3月 - 校旗を制定。
- 1969年（昭和44年）5月 - 校舎が完成。
- 1983年（昭和58年）2月 - 鉄筋コンクリート造3階建ての特別教室棟が完成。
- 2004年（平成16年）3月 - 新体育館が完成。
- 2006年（平成18年）3月31日 - 南島原市の発足に伴い、「南島原市立加津佐中学校」（現校名）に改称。
- 2008年（平成20年）4月 - 給食配膳室が新設され、給食を開始。
- 2012年（平成24年）8月 - グラウンドを改修。

## 交通
最寄りのバス停は、島鉄バスの「加津佐学校前」バス停である。
近隣を、国道251号（島原街道）が通過している。
なお、かつては近隣に島原鉄道線の加津佐駅があったが、2008年（平成20年）3月末をもって廃止された。

## 周辺
- 南島原市立加津佐図書館
- 南島原市立加津佐小学校（旧・南島原市立加津佐東小学校）
- 南島原市立野田小学校
- 愛宕保育園
- 若木保育園

## 参考資料
- 「加津佐郷土史 加津佐史話」（1943年（昭和48年）6月1日発行, 著:林田第壱號）p.227 -
- 「長崎新聞に見る長崎県戦後50年史（1945〜1995）」（1995年（平成7年）8月9日発行, 長崎新聞社）「加津佐町」